# Valdis Dombrovskis
Valdis Dombrovskis (Riga, 5 de agosto de 1971) é um físico, matemático e político letão, 20.º primeiro-ministro do país entre 2009 e 2014. Antes disso, entre 2002 e 2004, ocupou o cargo de Ministro de Economia. Atualmente atua como vice-presidente executivo da Comissão Europeia desde 2019 e presidente do Comissariado Europeu do Comércio desde 2020.

## Biografia
Formado em Física e Matemática pela Universidade de Riga, Dombrovskis atuou como Ministro das Finanças da Letônia de 2002 a 2004. Ele então serviu como membro do Parlamento Europeu para o Partido da Nova Era de 2004 a 2009. Ele se tornou o primeiro-ministro da Letônia em 2009, servindo até sua renúncia ao cargo em 2014. Ele foi vice-presidente da Comissão Europeia para o Euro e o Diálogo Social de 2014 a 2019.
Dombrovskis atuou ainda como presidente do Comissariado Europeu de Estabilidade Financeira, Serviços Financeiros e União dos Mercados de Capitais entre 2016 e 2020. 
Após a renúncia de Lord Jonathan Hill, Dombrovskis atuou como Comissário Europeu para Estabilidade Financeira, Serviços Financeiros e a União dos Mercados de Capitais de 2016 a 2020. Após a renúncia de Phil Hogan, foi anunciado que ele assumiria a vaga na European Commissioner for Trade.